# Raboteuse (bois)
Pour les articles homonymes, voir Raboteuse.

Une raboteuse, est une machine-outil utilisée par le menuisier pour calibrer une pièce préalablement dressée (généralement à la dégauchisseuse) avec un état de surface désiré par une avance mécanique. La surface obtenue est une surface plane et parallèle à une surface de référence, précise au 1/10e de mm. Le calibrage de la pièce de bois à l'épaisseur et à la largeur désirées est obtenue par enlèvements successifs de matière. 

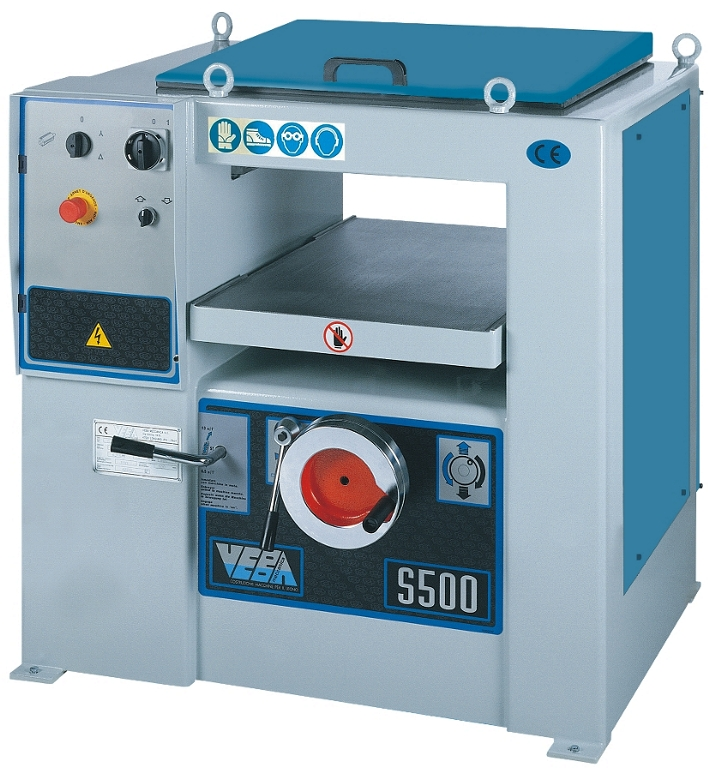
Raboteuse bois
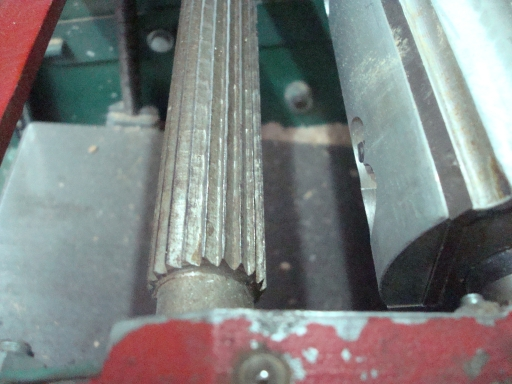
Rouleau cranté d'entraînement

## Composition
La raboteuse est composée de :
- Un bâti, le plus massif possible pour amortir les vibrations générées par les vitesses de rotation élevées des outils, de 4 000 à 8 000 tr/min.
- Un ou plusieurs axes de coupe avec généralement chacun munis de deux ou quatre couteaux. Certains outils industriels sont munis jusqu'à douze couteaux, dans le but d'améliorer l'état de surface.
- Des presseurs au droit de chaque outil pour bien maintenir le bois contre les guides. Leur rôle est primordial pour garantir la cote réalisée et l'absence d'onde et de vibrations sur la surface rabotée.
- Des galets d'entraînement qui font circuler le bois sur la table, de quatre à trente m/min selon les cas. Certains industriels de l'ameublement, parquets, portes ou fenêtres... sont bien au-delà. Crantés en amont des outils de coupe, ces galets sont lisses en aval, de manière à ne pas marquer le bois qui vient d'être raboté.
- Une table d'entrainement unique, parfaitement plane et réglable en hauteur. Fixée au bâti, elle est munie de guides d'entraînement sur toute sa longueur. C'est la surface de référence de la machine, sur laquelle viendra s'appuyer la surface de référence de la planche à raboter.

On distingue trois grands types de raboteuses :
- La petite « universelle » de l'artisan où sont privilégiées la flexibilité et la compacité (ateliers de dimensions modestes).
- La raboteuse industrielle où est privilégiée la vitesse d'entrainement du bois et donc la capacité de production.
- Les profileuses moulurières munies jusqu'à huit outils ou plus pour réaliser des pièces de profils complexes.

## Utilisation
Le menuisier présente la pièce de bois ; elle est entraînée de manière mécanique entre la table et l'outil de coupe, puis elle est amenée vers la sortie de la machine par des rouleaux lisses afin de ne pas marquer la pièce.

## Sécurité des machines et prévention des risques professionnels*
Une raboteuse est une machine qui peut, si aucune mesure de prévention n'est prise, présenter des risques pour les opérateurs et tierces personnes amenés à les côtoyer.
Dans l'Union Européenne, d'un point de vue réglementaire, la conception et l’utilisation d'une raboteuse doivent être conformes, entre autres :
- à la directive "Machines" 2006/42/CE pour la conception;
- à la directive 2009/104/CE qui s’adresse aux utilisateurs de machines.

### Conception des machines destinées au marché européen
Conformément aux dispositions de la Directive européenne "Machines" 2006/42/CE, les fabricants doivent réduire les risques dès la conception et respecter les Exigences Essentielles de Santé et de Sécurité listées dans son Annexe I.
Pour les aider dans leur démarche, les fabricants pourront s'appuyer sur la norme NF EN ISO 12100:2010 "Sécurité des machines — Principes généraux de conception — Appréciation du risque et réduction du risque" qui décrit les principes généraux de conception des machines, ainsi que sur les brochures INRS relatives à la prévention des risques mécaniques et à la conception des systèmes de commande.

### Utilisation des machines sur le territoire européen
Afin de préserver la santé et la sécurité des travailleurs, l’employeur doit s’assurer que les machines sont sûres et conformes et que leur utilisation n’expose pas les salariés à des risques, et ceci dans toutes leurs phases de vie.
A cet effet, il doit réaliser l’évaluation des risques liés à la machine dont les résultats seront transcrits dans le Document unique d’évaluation des risques.
De plus, l’employeur a l’obligation de maintenir la machine en état de conformité (R.4322-1 du Code du travail français).